# Frank McCarthy (Illustrator)
Frank McCarthy (* 30. März 1924 in New York City; † 17. November 2002 in Sedona, Arizona) war ein US-amerikanischer Künstler und Illustrator.

## Leben
Schon als Kind war er begeistert von den Illustrationen der Bücher wie zum Beispiel Robin Hood, Treasure Island oder den Comics zu Flash Gordon und Prince Valiant, ebenso von den Figuren von N. C. Wyeth.
Im Alter von vierzehn Jahren schrieb er sich an der Art Students League of New York ein und studierte unter George Bridgeman und Reginald Marsh. Nach dem Abschluss studierte er drei weitere Jahre am Pratt Institute in Brooklyn.
Im Anschluss an sein Studium begann McCarthy seine künstlerische Laufbahn als Werbeillustrator in New York City. Er zeichnete Illustrationen für Buchverlage, Zeitschriften, Filmgesellschaften und Werbeagenturen, u. a. illustrierte er Cover von The American Magazine, Collier’s u. v. a. m.
Seine Werke werden in verschiedenen Museen in Amerika ausgestellt,
zum Beispiel das Bild Watching the Wagons im Gilcrease Museum in Tulsa, Oklahoma. McCarthy gestaltete zahlreiche Filmplakate und schuf beispielsweise das bekannte Plakatmotiv zu dem Western Spiel mir das Lied vom Tod.
Im Jahr 1972 zeichnete er das Bild The Last Crossing, welches von der Marshall Tucker Band für ihr fünftes Studioalbum Long Hard Ride 1976 verwendet wurde.
Frank McCarthy starb 2002 im Alter von 78 Jahren an Lungenkrebs.

## Filmplakate (Auswahl)
- Hatari!, 1962
- Könige der Sonne, 1963
- Patrouillenboot PT 109, 1963
- Gesprengte Ketten, 1963
- Der Zug, 1964
- Das dreckige Dutzend, 1967
- Spiel mir das Lied vom Tod, 1968
- Die grünen Teufel, 1968
- An einem Freitag in Las Vegas, 1969
- Gwangis Rache, 1969
- Zwei Kerle aus Granit, 1970
- Lawman, 1971

Zusammen mit Robert McGinnis
- James Bond 007 – Feuerball, 1965
- James Bond 007 – Man lebt nur zweimal, 1967
- James Bond 007 – Im Geheimdienst Ihrer Majestät, 1969

## Auszeichnungen
Im Jahr 1997 wurde er von der Society of Illustrators in die „Hall of Fame“ aufgenommen.